# Sergueï Ivanovitch Smirnov
Pour les articles homonymes, voir Smirnov.
Sergueï Ivanovitch Smirnov (en russe : Серге́й Ива́нович Смирно́в), né le 12 avril 1953 à Petropavlovsk-Kamtchatski et mort le 8 novembre 2006 à Sausalito, est un peintre russe.

## Galerie

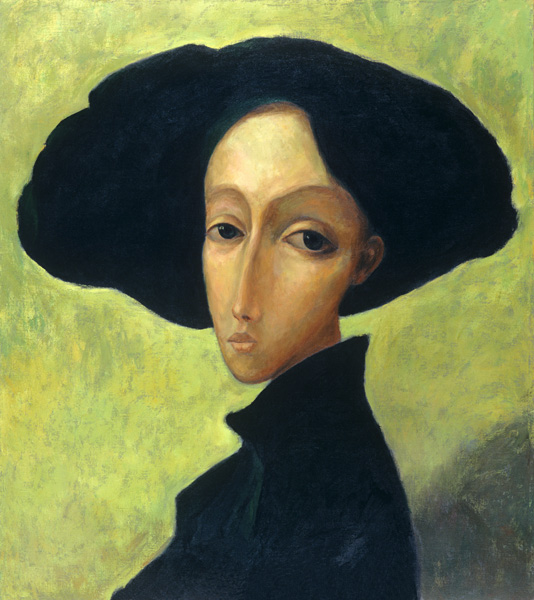
Face, 1996.
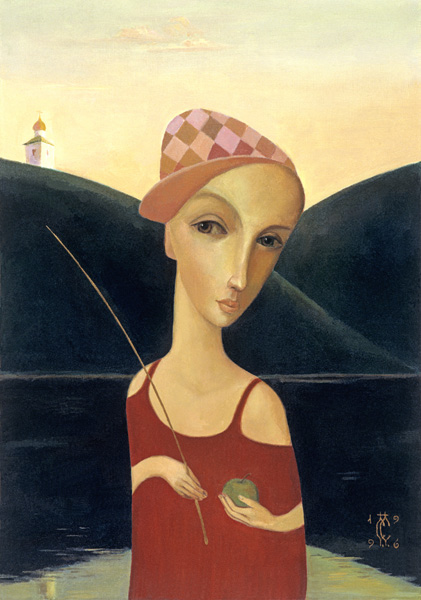
Little Fisherman, 1996.
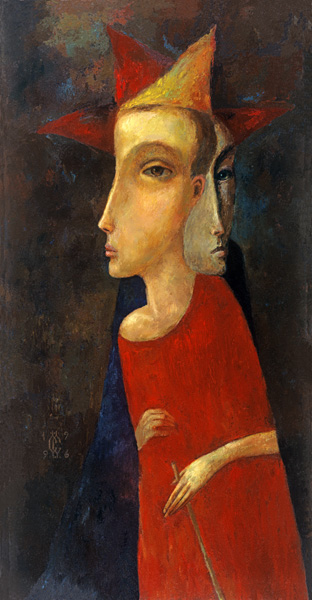
Pilgrims, 1996.
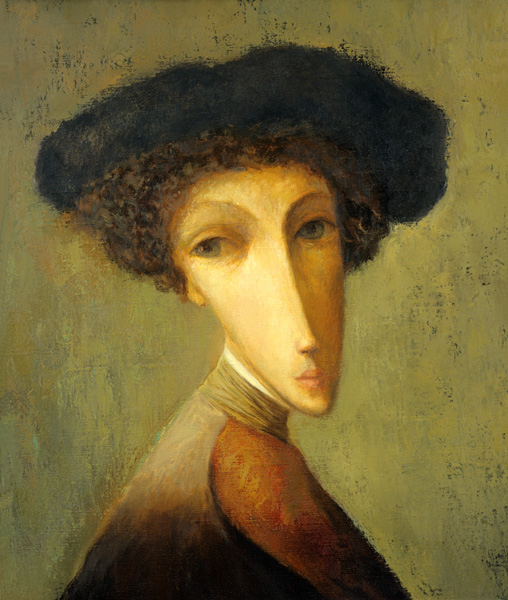
Ambassador, 2001.
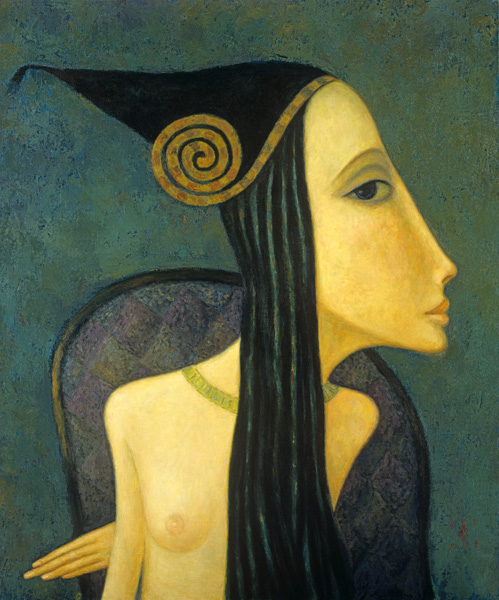
Babylon Games, 2002.
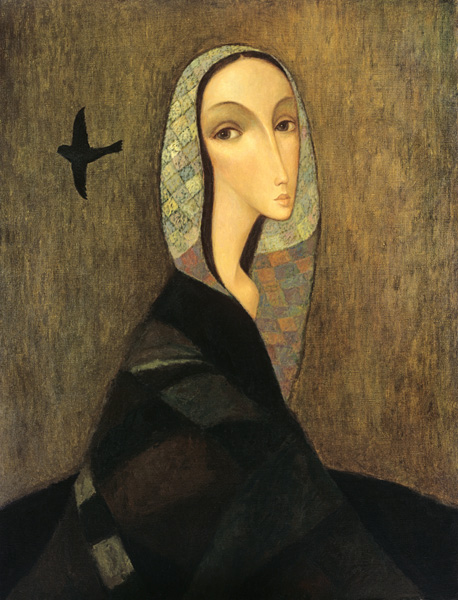
Lark, 2002 .
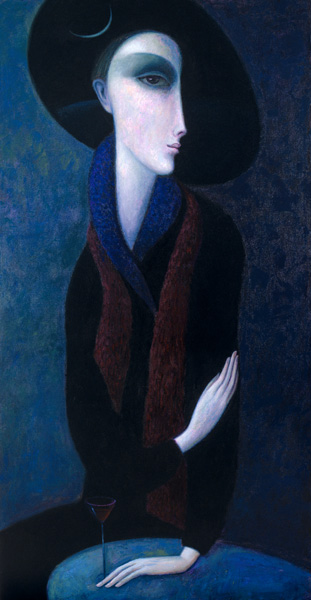
Night Visitor, 2005.
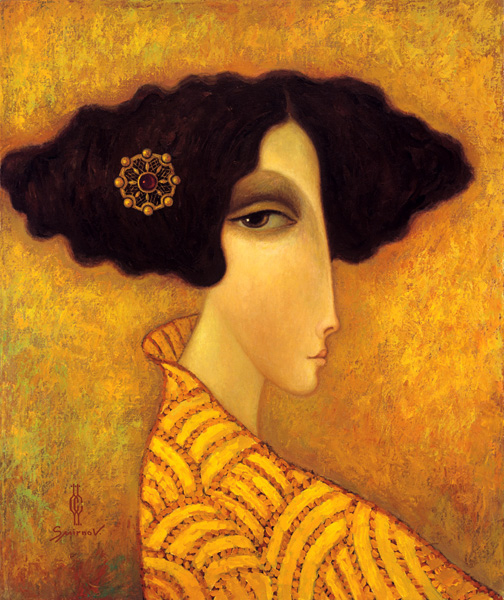
Amethyst, 2005.
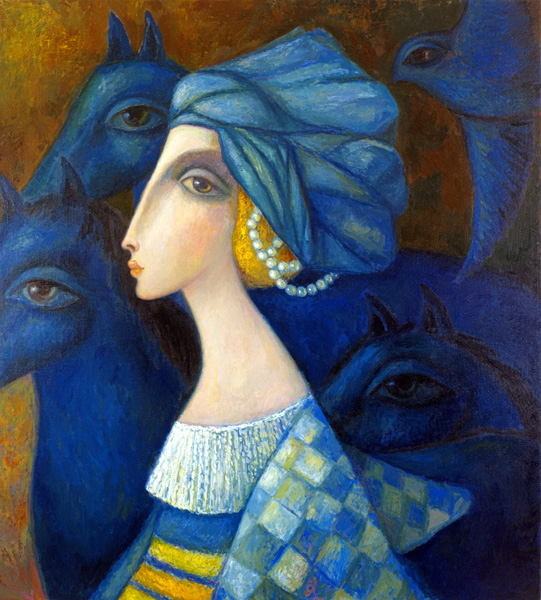
Procession, 2006.
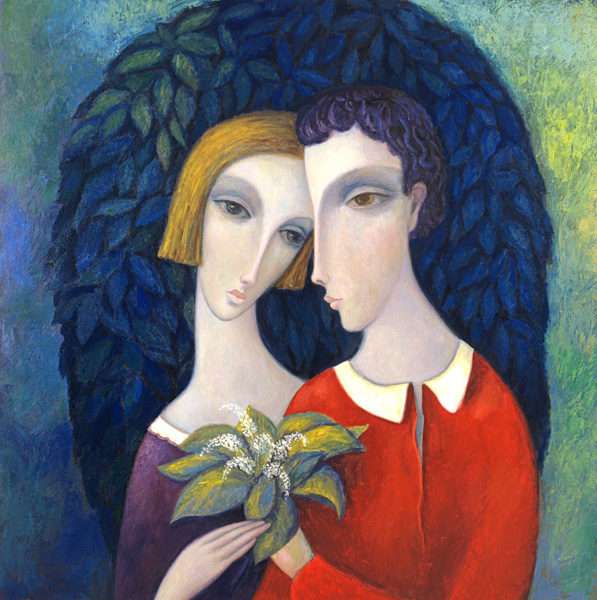
Homage to Chagall, 2006.